# 諏訪神社 (加須市諏訪)
諏訪神社（すわじんじゃ）は、埼玉県加須市の神社。

## 歴史
1355年（正平10年）に創建された。当時の利根川は、現在の羽生市の川俣付近から南流して、加須市内では「鬼島」「中島」「明智島」と呼ばれる中州が形成されていた。そして鬼島には怪物が生息していて、地域住民を悩ませていた。旅の僧教蔵は怪物の話を聞き、一人で鬼島に渡り、7日間にわたり称名念仏していた。すると夜中に一人の女性が現れ、十念を乞うた。教蔵はこの女性に十念を授けると、大きな白い龍に変身し、あっという間に姿を消した。教蔵は龍の頭があったところに龍蔵寺を建て、尾があったところに神社を創建したのが当社の起源である。「高徳寺」が別当寺であった。高徳寺は明治初期の神仏分離により、廃寺に追い込まれた。高徳寺の僧侶の賢海は還俗して当社の神職となった。
1872年（明治5年）、近代社格制度に基づく「村社」に列せられ、1907年（明治40年）の神社合祀により、周辺の2社が合祀された。

## 交通アクセス
- 路線バス不動岡高校前停留所より徒歩4分。